# Fugō Keiji Balance: Unlimited
The Millionaire Detective Balance: Unlimited (富豪刑事 Balance:UNLIMITED, Fugō Keiji Baransu Anrimiteddo) é um anime original produzido pelo estúdio CloverWorks, dirigido por Tomohiko Itō, inspirado no romance The Millionaire Detective escrito pelo Yasutaka Tsutsui.
Sua estreia foi em 9 de abril de 2020, no bloco de programação da Fuji TV, noitaminA .

## Enredo
Talentosos detetives da FTPCM, Daisuke e Haru, podem resolver qualquer mistério que lhes incumbirem, a não ser que tenham um ao outro como parceiro.
Daisuke Kambe, um detetive com uma fortuna extrema, é designado para a Sede de Prevenção ao Crimes Modernos, um local para onde são enviados os policiais que causaram problemas para o Departamento de Polícia Metropolitana. Lá, Daisuke faz parceria com Haru Katou, que é repelido pelo suborno de Daisuke. Mistérios desafiadores se revelam na frente dos dois detetives, que devem trabalhar juntos para resolvê-los.[carece de fontes?]

## Personagens
- Daisuke Kanbe (神戸大助, Kanbe Daisuke)

Interpretado por: Yūsuke Ōnuki
O atual chefe da eminentemente rica e influente família Kambe. Como policial, ele usa sua riqueza fabulosa e uma coleção dos mais recentes dispositivos tecnológicos para solucionar crimes de maneira "direta", muitas vezes recorrendo ao suborno direto como seu método de investigação preferido. Atualmente, ele é membro da Força-Tarefa de Prevenção de Crimes Modernos e frequentemente trabalha junto com o detetive Haru Kato, que se irrita com as maneiras de como Kambe resolve as coisas com dinheiro. Ele também depende muito de seu mordomo, HEUSC. A escala de sua riqueza é demonstrada quando HEUSC o lembra que seu saldo permanece ilimitado. No entanto, ele carrega uma atitude surpreendentemente calma e enerva em todas as situações perigosas.
- Haru Kato (加藤春, Katō Haru)

Interpretado por: Mamoru Miyano
Um jovem detetive da mesma força-tarefa de Kambe Daisuke, embora antes fosse um detetive da Divisão 1, foi transferido à força após um incidente constrangedor para a polícia. Ele é apaixonado por seu trabalho, mas tem um temperamento explosivo, especialmente perto de Kambe ou quando pessoas inocentes estão em perigo. Em particular, ele está irritado com a atitude de Kambe de que o dinheiro pode resolver qualquer problema.

## Transmissão e lançamento
Em 20 de janeiro de 2020, no bloco  NoitaminA da Fuji TV, foi anunciado uma nova série de anime dirigida por Tomohiko Itō. A serie foi feita nos estúdios da CloverWorks , com Taku Kishimoto no roteiro, Keigo Sasaki nos design de personagens e Yugo Kanno na compondo da música. A série estreou seus dois primeiros episódios em 9 de abril  e 16 de abril de 2020, respectivamente, mas sofreu atraso devido à pandemia COVID-19. A série reiniciou sua transmissão em 16 de julho de 2020 e terminou em 24 de setembro de 2020, com onze episódios.
A Aniplex of America licenciou e transmitiu a série internacionalmente fora da Ásia pelos sites Funimation, AnimeLab e Wakanim. No Sudeste Asiático e no Sul da Ásia, a série é licenciada pela Medialink e lançada no canal Ani-One no YouTube, e iQIYI no Sudeste Asiático.
No Brasil a animação estreou oficialmente, com legendas, pela funimation em 15 de janeiro de 2021.

### Músicas
Os temas de abertura e encerramento são respectivamente:
- NAVIGATOR - SixTONES

- Welcome My Friend - OKAMOTO'S

Foi lançada em um conjunto de dois CDs, a trilha sonora original do anime, composta por Yugo Kanno, em 9 de setembro de 2020.

### Lista de episódios
| Episódios | Episódios | Episódios              |
| # | Título | Exibição               |
| --- | --- | ---------------------- |
| 1 | "Eu vim, eu vi, eu patrocinei" "Kita, mita, katta (来た、見た、買った)" | 19 de setembro de 2020 |
| Haru Kato, um detetive que trabalhava para a Força-Tarefa de Prevenção ao Crime Moderno no Departamento de Polícia Metropolitana, recebeu ordens para trabalhar na segurança do Festival de Carros Clássicos, realizado em Ginza. No evento, ele encontra seus ex-colegas da Primeira Divisão de Investigação, que foram chamados por causa de uma ameaça de bomba. Como o tempo até a explosão da bomba se esgotando rapidamente, ele sugere que cancelem o festival, mas ninguém o escuta. Nessa situação tensa, Daisuke Kambe, que afirma ser o novo inspetor nomeado, entra em cena.                                                                                    | |                        |
| 2 | "O amor faz muito, o dinheiro faz tudo" "Ai wa Ōku o Nashieru ga, Kane wa Subete o Nashieru (愛は多くを成し得るが、金は全てを成し得る)"                                                        | 9 de outubro de 2020   |
| Daisuke e Kato recebem ordens de seu chefe para se tornarem parceiros. Eles encontram dois comediantes atuando na rua e suspeitam que eles estão envolvidos com drogas. Eles entram em contato com o Departamento de Polícia Metropolitana sobre os comediantes, mas fica claro que Kato e Daisuke têm abordagens completamente diferentes para solucionar crimes. O bondoso Kato está enojado com a forma como Daisuke usa de sua riqueza para resolver problemas. Ambos seguem caminhos separados na investigação. Kato pede a um jornalista de quem ele é amigo para ajudá-lo a coletar informações. Enquanto eles estão de vigia, eles encontram uma mulher misteriosa. | |                        |
| 3 | "Os tendões da guerra são infinto dinheiro" "Kin wa Senryokunari (金は戦力なり)" | 16 de outubro de 2020  |
| Momentos depois que Kato retorna de sua viagem de negócios e sai do trem-bala, ocorre uma crise de reféns no mesmo trem. O suspeito fez reféns e, por algum motivo, começa a transmitir ao vivo suas ações pela internet. Enquanto a Primeira Divisão de Investigação e as Forças Especiais chegam ao local, Kato descobre que o suspeito é o mesmo jovem que estava sentado ao lado dele no trem. A Primeira Divisão de Investigação decide que eles não têm escolha a não ser atirar no suspeito, mas Kato tenta dissuadi-los. No entanto, devido a um incidente causado por Kato no passado, seus apelos caíram em ouvidos surdos.                                       | |                        |
| 4 | "Nada torna um homem tão espirituoso como um bolso vazio" "Karappo no Poketto hodo, Jinsei o Bōken Teki ni Suru Mono wa Nai (空っぽのポケットほど、人生を冒険的にするものはない)"              | 23 de outubro de 2020  |
| Em seu dia de folga, uma situação familiar leva Daisuke a fugir de sua mansão. Pouco depois de ele sair, Kato o chama para ajudar um menino que está procurando por um cachorro perdido. Daisuke percebe que deixou sua carteira e seus acessórios na mansão. Incapazes de recorrer às suas táticas habituais, têm dificuldade em encontrar o cão perdido. Daisuke não quer ir para casa, então Kato o convida com relutância para entrar em seu apartamento. | |                        |
| 5 | "Se o dinheiro não for o criado, será o mestre" "Moshi Kin o Nanji no Meshitsukai to Shinakereba, Kin wa Nanji no Shujin to Narudarō (もし金を汝の召使としなければ、金は汝の主人となるだろう)" | 30 de outubro de 2020  |
| O presidente da República de Poliador chega ao Japão e a Força-Tarefa de Prevenção ao Crime Moderno é designada para proteger a embaixada. Depois que um corpo é encontrado dentro do prédio, o presidente e Daisuke são forçados a entrar na sala do pânico. | |                        |
| 6 | "Mal conseguido, mal gasto" "Akusen Mi ni Tsukazu (悪銭身に付かず)" | 6 de novembro de 2020  |
| Kato assume a responsabilidade pelos acontecimentos no caso da embaixada. Daisuke verifica o dispositivo deixado pelo suspeito, mas por algum motivo seu mordomo de IA, HEUSC, se recusa a ouvir seus comandos. Cho também investiga artigos deixados para trás na cena do crime e segue o caso de um ângulo diferente com a ajuda de Kato. A investigação os leva a uma mulher chamada Imura, que trabalha em uma empresa de manufatura. No entanto, as ações de Daisuke interferem no encontro com a mulher. | |                        |
| 7 | "Dinheiro é a raiz do mal" "Kin wa Shoaku no Kongen (金は諸悪の根源)" | 13 de novembro de 2020 |
| Quando Cho era membro da Primeira Divisão de Investigação há 19 anos, ele e Takei foram designados para investigar o assassinato da mãe de Daisuke, Sayuri. Na época, Cho entrou na residência Kambe para investigar, e Shigemaru, o chefe da família Kambe, apareceu como suspeito do caso. No entanto, a força-tarefa investigativa foi encerrada devido à pressão do alto escalão da polícia e Cho foi rebaixado. Agora de volta ao presente, após a misteriosa morte de Imura, a mulher que Daisuke trouxe para a delegacia, as suspeitas de Kato e Cho se aprofundam, então eles decidem entrar na residência Kambe.                                                   | |                        |
| 8 | "Dinheiro queima um buraco no bolso" "Yoigoshi no Zeni wa Motanu (宵越しの銭は持たぬ)" | 20 de novembro de 2020 |
| Daisuke tranca Takei no porão da residência Kambe. Cho o interroga para descobrir quem é o cérebro por trás de tudo isso, mas Takei está tremendo de medo e se recusa a falar. Daisuke descobre que a razão pela qual a HEUSC não está cooperando está relacionada à pesquisa de seus pais. Kato examina os documentos que Cho reuniu em seus 19 anos de investigação do caso e encontra uma foto importante. | |                        |
| 9 | "Uma chave dourada pode abrir qualquer porta" "Kogane no Kagi wa Don'na Tobira mo Akemasu (黄金の鍵はどんな扉も開けます)"                                                                      | 27 de novembro de 2020 |
| Mesmo depois de alguns assassinatos, Daisuke afirma que esse incidente é um problema interno da família Kambe. A divisão entre Daisuke e Kato se tornou tão séria que eles decidiram seguir caminhos separados. No entanto, Kato é detido pela Primeira Divisão de Investigação como testemunha material. Os membros restantes da Força Tarefa de Prevenção à Crimes Modernos seguem as pistas sobre o suspeito que Cho deixou para trás. Suzue afirma ter visto o verdadeiro suspeito dentro da residência Kambe e afirma claramente que era ninguém menos que Shigemaru Kambe.                                                                                            | |                        |
| 10 | "A vida não deveria ser impressa em um dólar" "Jinsei wa, Satsutaba ni Surikomu Yōna Mono Janai (人生は、札束に刷り込むようなものじゃない)"                                                    | 4 de dezembro de 2020  |
| A bordo do navio de carga que se dirige para Poliador, um terrorista chamado Weinski ataca incansavelmente Daisuke e o encurrala. Com todos os seus novos dispositivos desativados, Daisuke se vê em apuros, mas é salvo por Kato. Eles unem forças novamente para escapar do navio. Enquanto isso, na residência Kambe, Suzue determina que o motor do navio está sendo movido por uma nova fonte de energia desenvolvida por Shigemaru. | |                        |
| 11 | "Nem tudo que brilha é ouro" "Kagayaku Mono Subetekin ni Arazu (輝くものすべて金にあらず)" | 11 de dezembro de 2020 |
| Depois de escapar do navio cargueiro, Daisuke e Kambe perseguem Shigemaru e chegam ao antigo local do Terceiro Laboratório pertencente ao grupo Kambe, que é a fonte de todos os mistérios. Daisuke confronta Kikuko, a chefe da família, com suas perguntas candentes, mas as respostas dela o forçam a tomar uma decisão crucial. A verdade por trás da tensão e do conflito entre as três gerações da família Kambe fica clara. | |                        |

## Recepção
O anime The Millionaire Detective - Balance: Unlimited foi indicado em duas categorias no Crunchyroll Anime Awards 2021, "Melhor encerramento" com Welcome My Friend de OKAMOTO'S e "Melhor dublador (japonês)" Yūsuke Ōnuki como Daisuke Kambe. Mas perdeu respectivamente para ALI feat. AKLO – "LOST IN PARADISE" do anime Jujutsu Kaisen e Yūsuke Kobayashi como Natsuki Subaru de Re:ZERO -Starting Life in Another World.